# 秋月照茅亭
〈秋月照茅亭〉，古琴曲，首見於《神奇秘譜》中的「太古神品」，與該譜中下一曲〈山中思友人〉據傳同為蔡邕或左思所作。今有姚丙炎、姚公白、吳文光及孫貴生等人打譜或演奏的版本。

## 史料
被收錄於《神奇秘譜》、《浙音釋字琴譜》、《風宣玄品》、《重修真傳琴譜》及《琴苑心傳全編》等譜中。

## 曲意
《神奇秘譜》：「臞仙曰：『是曲者，或謂蔡邕所作，或曰左思。蓋曲之趣也，為天宇之一碧，萬籟之咸寂，有孤月之明秋，影涵萬象。當斯之時，良夜寂寥，迢迢未央，孤坐茅亭，抱琴於膝，鼓弦而歌，以訴心中之志。但見明月窺人，入於茅亭之內，便使心與道融，意與妙合，不知琴之於手，手之於琴，皆神會也。其趣也如此。』」

## 演奏版本
- 《神奇秘譜》，姚丙炎打譜。[3]姚公白演奏並錄音。[4]
- 《神奇秘譜》，吳文光打譜並錄音。[5][6]
- 《神奇秘譜》，孫貴生打譜並錄音。[7]